# Флюэлен
Флюэлен (нем. Flüelen) — коммуна в Швейцарии, в кантоне Ури.
Население составляет 1905 человек (на 31 декабря 2006 года). Официальный код — 1207.